# 별경심소
별경심소(別境心所, 산스크리트어: viniyata-caitasa, 영어: object-determining mental factors)는 유식유가행파와 법상종의 5위 100법의 법체계에서, 심소법(心所法: 51가지) 그룹[位]의 6가지 세부 그룹인 변행심소(遍行心所: 5가지) · 별경심소(別境心所: 5가지) · 선심소(善心所: 11가지) · 번뇌심소(煩惱心所: 6가지) · 수번뇌심소(隨煩惱心所: 20가지) · 부정심소(不定心所: 4가지) 중의 하나이다.
별경(別境)이라는 낱말은 '별도의 대상 또는 경계[에 대해 일어난다 또는 작용한다]' 또는 '특정 대상 또는 경계[에 대해 일어난다 또는 작용한다]'라는 뜻으로 '두루 작용한다'는 뜻의 '변행(遍行)'의 반대말이다. 별경심소는 마음(8식, 즉 심왕, 즉 심법)이 특정한 대상 또는 경계에 대해서 일어날 때만 그 마음(8식, 즉 심왕, 즉 심법)과 더불어 함께 일어날 수 있는 마음작용(심소법)들을 말한다.
유식유가행파와 법상종에 따르면 다음의 5가지 마음작용이 별경심소를 구성한다. 이들 5가지 마음작용을 통칭하여 5별경(五別境)이라고도 한다.
1. 욕(欲): (예를 들어, 출세간의 선법(善法)을) 원함, 욕구, 희망[9][10][11]
산스크리트어: chanda, 영어: desire (to act)
선욕(善欲)은 근(勤, 精進)의 마음작용의 소의가 됨[9][10][11]
악욕(惡欲)들 중에서 타인의 재물(財物: 돈이나 그 밖의 값나가는 모든 물건[12]), 즉 돈 등의 재화나 공적, 명예 또는 지식을 빼앗거나 가로채거나 도용함으로써 자기 것으로 할려는 욕구[欲: 원함, 희망], 즉 불변의 원인과 결과의 법칙에 스스로를 상응시키는 바른 노력(정정진) 없이 쉽게 얻으려는 욕구[欲: 원함, 희망]가 곧, 불선근이자 근본번뇌 중의 하나인, 탐(貪)의 마음작용임[13]
2. 승해(勝解): (원하는 바를) 살핌, 결정, 선택, 결정하여 선택한 것을 변함없이 지킴, 결정하여 선택한 것이 전변하지 않게 함[14][15][16]
산스크리트어: adhimokṣa, 영어: decision
3. 염(念): (선택한 바를) 기억, 명기(明記: 분명히 기억함), 지속적인 알아차림, 마음챙김, 정(定, 三摩地, 等持)의 소의가 됨[17][18][19]
산스크리트어: smṛti, 영어: mindfulness
4. 정(定, 三摩地, 等持): (염(念)을 바탕으로) 집중, 선정, 삼매, 지(止)[20][21][22]
산스크리트어: samādhi, 영어: concentration
정(定)의 마음작용은 개별 의(疑, 의심)를 끊는 결택지(決擇智)라는 무루(無漏)의 혜(慧, 지혜)가 문득 생겨나게 남, 정(定)의 마음작용은 그 극치에서는 모든 의(疑, 의심)를 끊는 결택지(決擇智)가 생겨나게 하고 이로써 완전한 깨달음을 성취함[20][21][22][23][24][25]
5. 혜(慧): (정(定)을 바탕으로) 간택(簡擇), 택법(擇法), 이해, 분별, 식별, 지혜, 반야, 관(觀), 의(疑, 의심)를 끊음, 사(事)와 이(理)에 통달함[26][27][28]
산스크리트어: prajñā, 영어: wisdom

한편, 이 별경심소의 5가지 마음작용들과 변행심소(遍行心所)의 5가지 마음작용들은, 설일체유부의 5위 75법의 법체계에서는 대지법(大地法: 10가지)에 속한다.

## 성격
유식학에서 마음작용의 5종류, 즉 변행심소, 별경심소, 선심소, 번뇌심소와 수번뇌심소를 합한 잡염심소, 부정심소의 차이를 판별할 때 사용하는 가늠자인 일체성(一切性) · 일체지(一切地) · 일체시(一切時) · 일체구(一切俱)의 4일체(四一切)에 비추어보면, 별경심소에 속한 욕(欲, chanda) · 승해(勝解, adhimoksa) · 염(念, smrti) · 정(定, 三摩地, samādhi) · 혜(慧, prajñā)의 5가지 마음작용들은 일체성과 일체지의 뜻은 충족하지만 일체시와 일체구의 뜻은 충족하지 못한다.
즉, 별경심소의 5가지 마음작용들은 선 · 불선 · 무기의 3성(三性)에 통하기 때문에 일체성(一切性)의 뜻을 충족한다. 그리고, 3계 내의 모든 상태, 즉 3계9지(三界九地)의 모든 지(地)에서 작용하기 때문에 일체지(一切地)의 뜻을 충족한다.
일체시(一切時)에 대해서는, 유식학에서는, 예를 들어, 승해(勝解, adhimoksa)의 마음작용은 마음(8식, 즉 심왕, 즉 심법)이 결정(決定)을 내려야 할 대상 또는 결정된 대상[決定境]을 만날 때 일어나지 그렇지 않은 상황에서도 일어나는 것은 아니라고 본다. 이와 같은 이유로 별경심소의 5가지 마음작용들은 일체시(一切時)의 뜻을 충족하지 않는다고 본다. 이 견해는 설일체유부와는 다른 견해이다. 유식학의 5위 100법의 법체계에서의 별경심소의 5가지 마음작용들 모두가 설일체유부의 5위 75법의 법체계에서는 유식학의 변행심소(遍行心所)에 해당하는 대지법(大地法)에 속해 있다. 즉, 설일체유부는 욕(欲) · 승해(勝解) · 염(念) · 정(定, 三摩地) · 혜(慧)의 5가지 마음작용들도 마음(6식, 즉 심왕, 즉 심법)이 일어날 때면 언제나[一切時] 그 마음과 상응하여 함께 일어나는 것으로 본다.
일체구(一切俱)의 정의는 특정 그룹에 속한 마음작용들이 모두 동시(同時)에 즉 같은 찰나(刹那)에 함께 일어난다는 것이다. 유식학에서는 욕(欲) · 승해(勝解) · 염(念) · 정(定, 三摩地) · 혜(慧)를 하나의 그룹으로 묶고 있는데, 이들 5가지 마음작용들 모두가 동시에 즉 같은 찰나에 함께 일어나는 것은 아니라고 본다. 즉, 욕(欲)이 일어날 때 나머지 4가지의 승해(勝解) · 염(念) · 정(定, 三摩地) · 혜(慧)가 욕(欲)과 더불어 동시에 즉 같은 찰나에 함께 일어나는 것은 아니라고 본다. 이 견해도 일체시(一切時)에 대한 견해처럼 설일체유부와는 다른 견해이다.

## 별경의 의미
'별도의 대상 또는 경계에 대해 일어난다'라는 별경(別境)의 뜻에서 위의 5가지 마음작용들을 살펴보면 다음과 같다.
- 인연 또는 쌓은 원인에 따라 마음(8식, 즉 심왕, 즉 심법)이 즐거운 대상 또는 좋아하게 된 대상[所樂境]을 만날 때면 욕(欲, chanda)의 마음작용이 그 마음과 상응하여 함께 일어난다.
- 인연 또는 쌓은 원인에 따라 마음(8식, 즉 심왕, 즉 심법)이 결정을 내려야 할 대상 또는 결정된 대상[決定境]을 만날 때면 승해(勝解, adhimoksa)의 마음작용이 그 마음과 상응하여 함께 일어난다.
- 인연 또는 쌓은 원인에 따라 마음(8식, 즉 심왕, 즉 심법)이 이미 만났던 적이 있는 대상 또는 예전에 익힌 대상[串習境, 曾習境]을 만날 때면 염(念, 기억, smrti)의 마음작용이 그 마음과 상응하여 함께 일어난다.
- 인연 또는 쌓은 원인에 따라 마음(8식, 즉 심왕, 즉 심법)이 관(觀: 관찰, 명상)을 행할 대상[觀察境, 所觀境]을 만날 때면 정(定, 三摩地, samādhi)과 혜(慧, prajñā)의 2가지 마음작용이 그 마음과 상응하여 함께 일어난다.

정(定, 三摩地)과 혜(慧)의 2가지 마음작용은 동일한 종류의 대상 또는 경계에 대해 일어나므로 '별경(別境)'의 뜻을 충족시키지 못한다. 하지만, 총 5가지 중 이들 2가지를 제외한 나머지 3가지, 즉 욕 · 승해 · 염이 '별경(別境)'의 뜻을 충족하므로 다수를 따라 이들 5가지 마음작용들의 그룹명을 별경심소라고 이름한 것이다. 즉, 유식학에서 마음작용의 5종류, 즉 변행심소, 별경심소, 선심소, 번뇌심소와 수번뇌심소를 합한 잡염심소, 부정심소의 차이를 판별할 때 사용하는 가늠자인 4일체(四一切)에 비추어 볼 때, 욕 · 승해 · 염 · 정 · 혜의 5가지 마음작용들을 모두 일체성(一切性)과 일체지(一切地)의 뜻은 충족하지만 일체시(一切時)와 일체구(一切俱)의 뜻은 충족하지 못하므로 일단 하나의 그룹으로 묶는 것이 타당한 것이다. 다만 명칭을 무엇으로 할 것인가의 문제가 있는데, 다수의 성격에 따라 별경심소(別境心所)라고 이름한 것이다.

## 8식과의 상응 관계
8식(八識), 즉 아뢰야식, 말나식, 의식, 그리고 안식 · 이식 · 비식 · 설식 · 신식의 5식과 변행심소의 상응(相應) 관계는 다음과 같다.
- 아뢰야식은 별경심소의 어느 마음작용들과도 아뢰야식의 모든 지위(특히, 뢰야3위)에서 상응하지는 않는다. 별경심소의 5가지 마음작용은 아뢰야식의 지위에 따라 있기도 하고 없기도 한다.
  - 아뢰야식의 성질을 선 · 악 · 무기의 3성에 따라 분별하면 그 성질은 무부무기(無覆無記)이다.
  - 무부(無覆)는 아뢰야식 자체에는 번뇌가 없기 때문에 불성의 지혜를 부장(覆障: 가리고 막음)하는 성질이 없다는 것을 뜻한다.
  - 무기(無記)는 아뢰야식은 선도 불선도 아닌 무기(無記)이기 때문에 선업과 악업을 보존할 자격을 갖추고 있다는 것을 뜻한다.
- 말나식은 별경심소의 어느 마음작용들과도 말나식의 모든 지위에서 상응하지는 않는다. 별경심소의 5가지 마음작용은 말나식의 지위에 따라 있기도 하고 없기도 한다.
  - 말나식의 성질을 선 · 악 · 무기의 3성에 따라 분별하면 그 성질은 유부무기성(有覆無記性)이다.
  - 유부(有覆)는 말나식이 항상 소지장(所知障)의 번뇌를 야기하여 불성의 지혜를 부장(覆障: 가리고 막음)하는 아집(我執)과 법집(法執)을 일으킨다는 것을 뜻한다.
  - 무기(無記)는 비록 말나식이 유부(有覆)의 뜻을 가지지만, 그 번뇌가 미세하여 악업을 일으킬 만큼 강하지는 않다는 것을 뜻한다.
- 제6의식은 별경심소의 모든 마음작용들과 항상 상응한다. 즉, 별경심소의 5가지 마음작용은 제6의식의 모든 지위에서 일어난다.
  - 제6의식의 성질을 선 · 악 · 무기의 3성에 따라 분별하면 그 성질은 무기(無記)이다.
  - 무기(無記)는 제6의식이 선 · 악 · 무기 중 그 어느 것도 일으킬 수 있다는 것을 뜻한다.
- 5식은 별경심소의 모든 마음작용들과 상응한다. 하지만, 자재하지 못한 지위에서는 별경심소의 5가지 마음작용이 어느 때는 없기도 한다. 자재함을 얻은 때에는 별경심소의 5가지 마음작용이 반드시 있다.
  - 5식의 성질을 선 · 악 · 무기의 3성에 따라 분별하면 그 성질은 무기(無記)이다.
  - 무기(無記)는 5식이 선 · 악 · 무기 중 그 어느 것도 일으킬 수 있다는 것을 뜻한다.

## 5수와의 상응 관계
안혜의 견해에 따르면, 별경심소의 5가지 마음작용과 5수(五受)와의 상응 관계는 다음과 같다.
| 욕(欲)               | 낙수(樂受) · 희수(喜受) · 사수(捨受)              |
| 승해(勝解)           | 낙수(樂受) · 희수(喜受) · 우수(憂受) · 사수(捨受) |
| 염(念)               | 낙수(樂受) · 희수(喜受) · 우수(憂受) · 사수(捨受) |
| 정(定, 三摩地, 等持) | 낙수(樂受) · 희수(喜受) · 우수(憂受) · 사수(捨受) |
| 혜(慧)               | 낙수(樂受) · 희수(喜受) · 우수(憂受) · 사수(捨受) |

호법의 견해에 따르면, 별경심소의 5가지 마음작용과 5수(五受)와의 상응 관계는 다음과 같다. 즉, 모두 5수와 상응한다.
| 욕(欲)               | 고수(苦受) · 낙수(樂受) · 희수(喜受) · 우수(憂受) · 사수(捨受) |
| 승해(勝解)           | 고수(苦受) · 낙수(樂受) · 희수(喜受) · 우수(憂受) · 사수(捨受) |
| 염(念)               | 고수(苦受) · 낙수(樂受) · 희수(喜受) · 우수(憂受) · 사수(捨受) |
| 정(定, 三摩地, 等持) | 고수(苦受) · 낙수(樂受) · 희수(喜受) · 우수(憂受) · 사수(捨受) |
| 혜(慧)               | 고수(苦受) · 낙수(樂受) · 희수(喜受) · 우수(憂受) · 사수(捨受) |

## 참고 문헌
- 곽철환 (2003). 《시공 불교사전》. 시공사 / 네이버 지식백과. |title=에 외부 링크가 있음 (도움말)
- 권오민 (2003). 《아비달마불교》. 민족사.
- 운허.  동국역경원 편집, 편집. 《불교 사전》. |title=에 외부 링크가 있음 (도움말)
- 호법 등 지음, 현장 한역, 김묘주 번역 (K.614, T.1585). 《성유식론》. 한글대장경 검색시스템 - 전자불전연구소 / 동국역경원. K.614(17-510), T.1585(31-1). |title=에 외부 링크가 있음 (도움말)
- 황욱 (1999). 《무착[Asaṅga]의 유식학설 연구》. 동국대학원 불교학과 박사학위논문.
- (중국어) 星雲. 《佛光大辭典(불광대사전)》 3판. |title=에 외부 링크가 있음 (도움말)
- (중국어) 무착 조, 현장 한역 (T.1602). 《현양성교론(顯揚聖教論)》. 대정신수대장경. T31, No. 1602, CBETA. |title=에 외부 링크가 있음 (도움말)
- (중국어) 세친 조, 현장 한역 (T.1614). 《대승백법명문론(大乘百法明門論)》. 대정신수대장경. T31, No. 1614, CBETA. |title=에 외부 링크가 있음 (도움말)
- (중국어) 호법 등 지음, 현장 한역 (T.1585). 《성유식론(成唯識論)》. 대정신수대장경. T31, No. 1585, CBETA. |title=에 외부 링크가 있음 (도움말)